# Pavlos Moutecidis
Pavlos N. Moutecidis (griechisch Παύλος Μουτεσίδης; * 11. November 1930 in Drama; † 5. Mai 2025) war ein griechischer Autor von Schachkompositionen.

## Schachkomposition
Schach lernte Moutecidis im Alter von zehn Jahren. Als er 19 war, entdeckte er die Schachaufgaben in den von Spyros Bikos redigierten Schachspalten von Tageszeitungen. Nach seinem Umzug nach Thessaloniki begann er, orthodoxe Schachaufgaben zu komponieren. Später dann spezialisierte er sich auf Selbstmattaufgaben, zunächst Zweizüger, später langzügige Aufgaben.
Moutecidis veröffentlichte mehr als 3000 Schachaufgaben verschiedener Genres. Sie zeichnen sich durch ökonomische Verwendung der Figuren aus. In den Jahren von 1967 bis 1975 arbeitete er häufig mit Jewgeni Sorokin zusammen. Legendär sind die von ihm auf den jährlichen PCCC-Treffen ausgeschriebenen Metaxa-Kompositionsturniere.
1984 wurde er Internationaler Meister für Schachkomposition.
Nachfolgende Aufgabe zeigt ein Duell zwischen Springer und Läufer.
|   | a | b | c | d | e | f | g | h |   |
| 8 |   |   |   |   |   |   |   |   | 8 |
| 7 |   |   |   |   |   |   |   |   | 7 |
| 6 |   |   |   |   |   |   |   |   | 6 |
| 5 |   |   |   |   |   |   |   |   | 5 |
| 4 |   |   |   |   |   |   |   |   | 4 |
| 3 |   |   |   |   |   |   |   |   | 3 |
| 2 |   |   |   |   |   |   |   |   | 2 |
| 1 |   |   |   |   |   |   |   |   | 1 |
|   | a | b | c | d | e | f | g | h |   |

Lösung:

1. Sf1 Lc6

2. Sg3 Lb7

3. Sf5 Ld5

4. Sd6 Lc6

5. Kxc6 Kxa7

6. Kb5 Ka8!

7. Ka6! Kb8

8. Kb6 Ka8

9. Sxe4 Kb8

10. Sd6 Ka8

11.e3-e4 Ka8-b8

12.e4-e5 Kb8-a8

13.e5-e6 Ka8-b8

14.e6-e7 Kb8-a8

15. e8D(T) matt

## Leben
Moutecidis wurde an der Technischen Universität Thessaloniki zum Bauingenieur ausgebildet und arbeitete bis zu seiner Pensionierung in diesem Beruf. Er war verheiratet und hatte drei Töchter.